# Megachile ramakrishnae
Megachile ramakrishnae là một loài Hymenoptera trong họ Megachilidae. Loài này được Cockerell mô tả khoa học năm 1919.